# Yoán Moncada
Artikeln följer den spanska namnseden; faderns efternamn är Moncada och moderns efternamn Olivera.

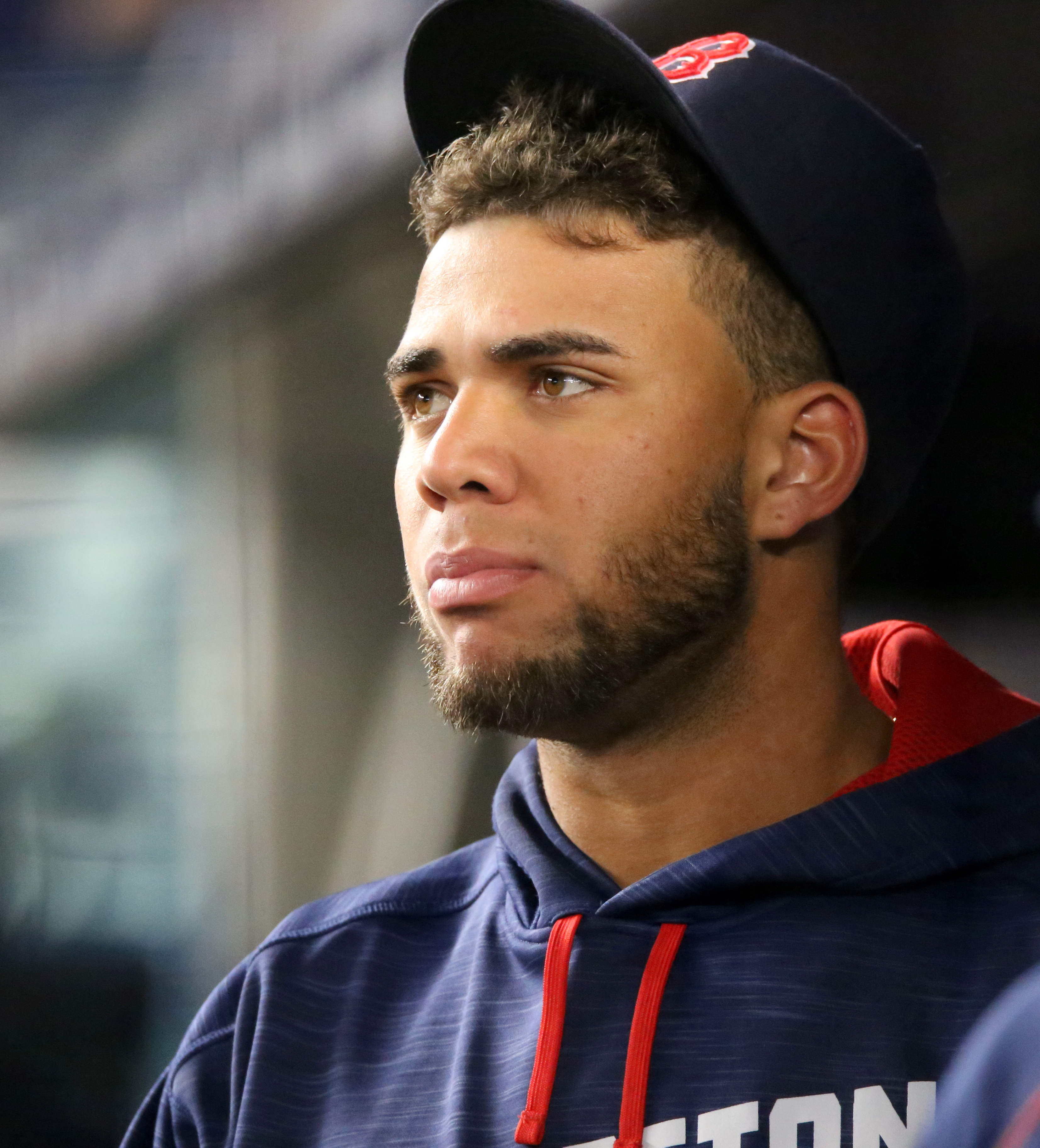
Yoán Moncada, 2016.

Yoán Manuel Moncada Olivera, född 27 maj 1995 i Municipio de Abreus, är en kubansk professionell basebollspelare som spelar som tredjebasman för Chicago White Sox i Major League Baseball (MLB). Moncada har tidigare spelat för Boston Red Sox.
I mars 2015 förvärvade Boston Red Sox Moncadas spelarrättigheter och de fick betala honom 31,5 miljoner amerikanska dollar. Det var den högsta summan som en basebollspelare, under 23 år och klassificerad som internationell free agent med amatörstatus, hade fått till det datumet. Red Sox fick dock betala lika stor summa till MLB i straffavgift eftersom de hade redan spenderat maxbeloppet på internationella free agents för den säsongen.